# Coppa Intercontinentale 2023 (India)
La Coppa Intercontinentale 2023, nota come 2023 Hero Intercontinental Cup per ragioni di sponsorizzazione, è un torneo calcistico a carattere amichevole tenutosi a Bhubaneswar, in India, dal 9 al 18 giugno 2023, con la partecipazione di quattro nazionali di calcio.

## Squadre partecipanti
Al torneo hanno partecipato quattro nazionali, così classificate nel ranking FIFA il 6 aprile 2023:
- Libano (99º posto)
- India (101°)
- Vanuatu (164°)
- Mongolia (183°)

## Stadio
| Bhubaneswar      |             |
| Kalinga Stadium  |             |
| Capacità: 15 000 |             |
|                  | Bhubaneswar |

## Formula
Il torneo è disputato con la formula del girone all'italiana. Le prime due classificate hanno accesso alla finale, in gara secca.

## Fase a gironi
| Pos. | Squadra  | Pt | G | V | N | P | GF | GS | DR |
| ---- | -------- | -- | - | - | - | - | -- | -- | -- |
| 1.   | India    | 7  | 3 | 2 | 1 | 0 | 3  | 0  | +3 |
| 2.   | Libano   | 5  | 3 | 1 | 2 | 0 | 3  | 1  | +2 |
| 3.   | Vanuatu  | 3  | 3 | 1 | 0 | 2 | 2  | 4  | -2 |
| 4.   | Mongolia | 1  | 3 | 0 | 1 | 2 | 0  | 3  | -3 |

### Risultati
| Arbitro: | Harish Kundu |

|                                          |           |            |
| Matar 59’ Kourani 72’ Darwich 85’ (Rig.) | Marcatori | 62’ Wohale |

| Arbitro: | Songkran Bunmeekiart |

|                       |           |  |
| Samad 2’ Chhangte 14’ | Marcatori |  |

| Bhubaneswar 12 giugno 2023, ore 16:30 IST | Mongolia               | 0 – 0 referto | Libano | Kalinga Stadium\| Arbitro: \| Ramachandran Venkatesh \| |
| Arbitro:                                  | Ramachandran Venkatesh |               |        |                                                         |

| Arbitro: | Virendha Rai |

|             |           |  |
| Chhetri 80’ | Marcatori |  |

| Arbitro: | Songkran Bunmeekiart |

|                     |           |  |
| Gantuyaa 46’ (A.g.) | Marcatori |  |

| Bhubaneswar 15 giugno 2023, ore 19:30 IST | India         | 0 – 0 referto | Libano | Kalinga Stadium\| Arbitro: \| Javiz Mohamed \| |
| Arbitro:                                  | Javiz Mohamed |               |        |                                                |

## Finale
| Arbitro: | Virendha Rai |

|                          |           |  |
| Chhetri 46’ Chhangte 65’ | Marcatori |  |

## Classifica marcatori
2 reti
- Lallianzuala Chhangte
- Sunil Chhetri

1 rete
- Sahal Abdul Samad
- Karim Darwich
- Hassan Kourani

- Nader Matar
- John Wohale